# اوبرن (جورجیا)
اوبرن، جورجیا (به انگلیسی: Auburn, Georgia) یک شهر در ایالات متحده آمریکا با جمعیت ۶٬۸۸۷ نفر است که در جورجیا واقع شده‌است.